# Bija
No Hinduísmo e Budismo, o termo sânscrito बीज (bīja) (em japonês: shuji (種子, literalmente "semente")), é usado como metáfora para a origem ou causa das coisas e é cognato ao bindu.
A metáfora é consideravelmente estendida nos ensinamentos somente perceptivos da escola Yogacara do Budismo. De acordo com essa teoria, todas as experiências e ações produzem bīja como impressões, armazenados na consciência alaya (armazém). O mundo externo é produzido quando as sementes "perfumam" essa consciência. Esta visão do bīja tem sido equiparada a memes, com a própria teoria postulando uma forma extrema de memética (por exemplo: realidade e existência constituídas puramente por memes).
No Budismo Vajrayana e no Hinduísmo, o termo bīja é usado para "sílabas semente" místicas contidas em mantras. Essas sementes não têm significados precisos, mas são consideradas por carregar conexões com princípios espirituais. A sílaba bīja mais conhecida é Om, primeiramente encontrada nas escrituras hindus dos Upanixades.
Madhu Khanna, estudioso das filosofias ocidental e oriental, liga mantras e yantras à formas pensadas:

Mantras, as sílabas em sânscrito inscritas em yantras, são essencialmente 'formas pensadas' representando divindades ou poderes cósmicos, que exercem suas influências por meio de vibrações sonoras.

Em algumas tradições tântricas, os bīja do Varnamala (em sânscrito: वर्णमाला Varṇamālā, "guirlanda de letras", que pode ser representada como "alfabeto") são entendidos como representações icônicas e materializações sonoras das matrikas (um grupo de deusas).
No budismo tibetano as sílabas semente correspondentes aos Três Vajras são: um oṃ branco (corpo iluminado), um āḥ vermelho (fala iluminada) e um hūṃ azul (mente iluminada). Na tradição Bön do Tibete é um pouco diferente: um āḥ branco, um oṃ vermelho e um hūṃ azul.
Bījas são frequentemente os veículos da transmissão esotérica da Terma para um tertön (em tibetano: གཏེར་སྟོན་, "revelador da terma"), como a vivida por Dudjom Lingpa.

## Correlatos transculturais
O Guruwari, dos povos indígenas da Austrália, é um interessante correlato transcultural e pode ser um cognato de bīja. O gyankil da tradição Vajrayana é cognato com bindu. No respeitado trabalho de campo publicado em Aboriginal Men of High Degree, A. P. Elkin cita que é evidente que negociantes da Indonésia trouxeram elementos do budismo e do hinduísmo para áreas próximas do atual porto de Dampier, na Austrália Ocidental. Tradições vajrayanas também são evidentes na Indonésiaː por exemplo, em Candi Sukuh. E é na tradição vajrayana de transmissão esotérica que o bīja prevalece. 
De fato, o bīja define o vajrayana. Elkin identificou uma ligação entre a cultura aborígene australiana e ideias budistas como a reencarnação. Ele argumentou que esta ligação poderia ter sido trazida através do contato com comerciantes macáçares. Houve, também, especulação devido a relatos de relíquias chinesas terem aparecido no norte da Austrália, datadas do século XV, embora possam ter sido trazidas muito mais tarde através do comércio. Elkin citou, também, semelhanças linguísticas de certas palavras e itens lexicais indígenas do extremo norte da Austrália e antigas línguas dravídicas do sul da Índia. Há, da mesma forma, semelhanças análogas documentadas e marcadas em seus sistemas de parentesco.